# Mario Botta

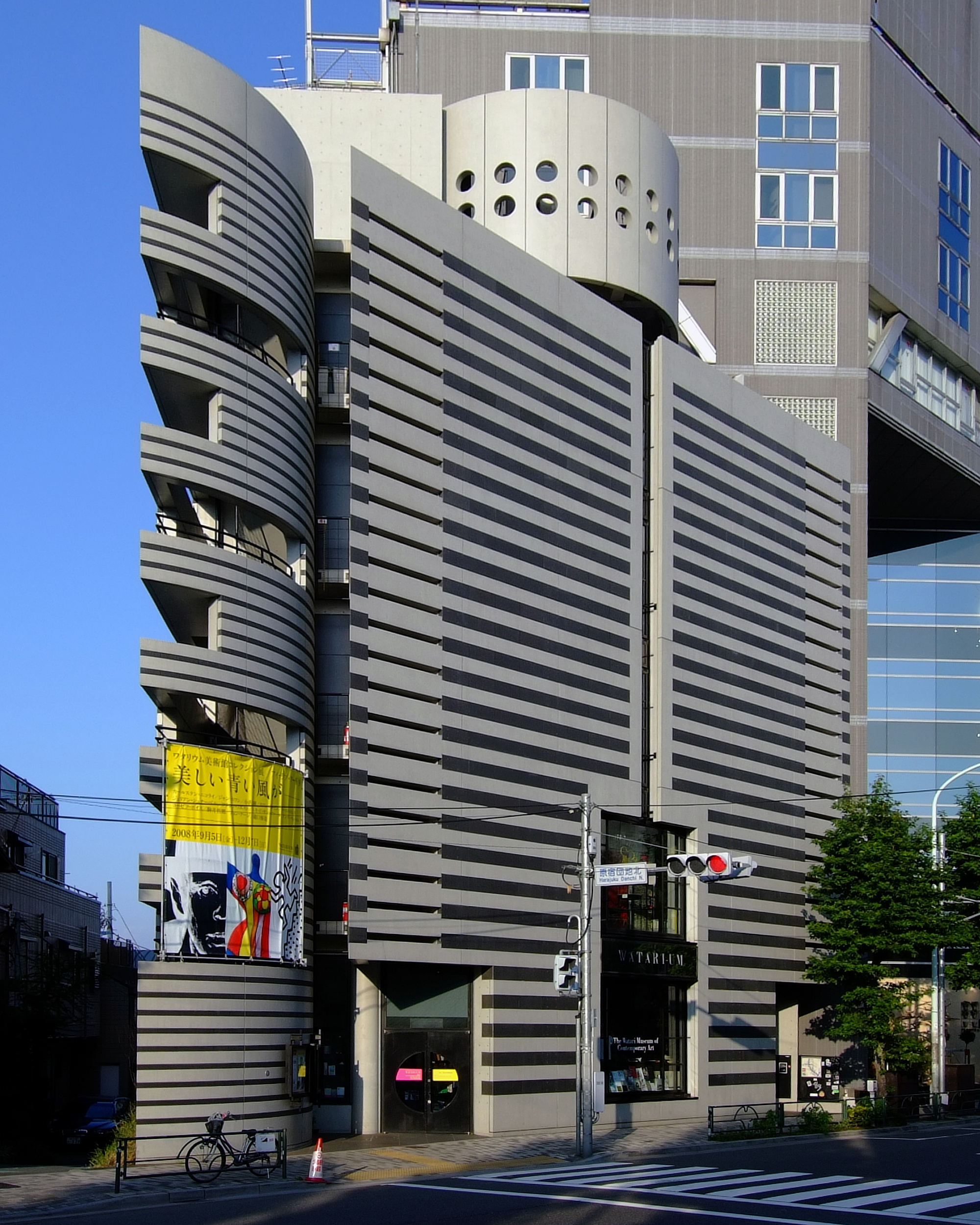
Imatge del Museu Watari d'Art Contemporani situat a Tòquio (Japó), obra de Mario Botta.

Mario Botta (1 d'abril de 1943) és un arquitecte nascut a Mendrisio, cantó de Tesino, Suïssa.
Va dissenyar la seva primer casa als 16 anys, encara que es desconeix si va ser construïda. Va estudiar en el Liceu Artístic de Milà i en l'Institut Universitari di Architettura (IUAV) de Venècia on es va diplomar amb Carlo Scarpa.
Les seves idees van ser influenciades per Le Corbusier, i Louis Kahn amb els quals va tenir ocasió de treballar durant la seva estada a Venècia. Va obrir la seva pròpia oficina el 1970 a Lugano. El seu estil és fort i geomètric. Els seus edificis són sovint construïts amb maons. El seu estil particular pot ser vist en tota Suïssa, particularment en la regió de Ticino i també en el Mediatheque de Villeurbanne (1988), una catedral prop d'Evry (1995) i el San Francisco Museum of Modern Art (1994). Des de 1996 exerceix la docència en l'Acadèmia d'Arquitectura de Mendrisio de la Universitat de Suïssa Italiana.